# Baschkirische Autonome Sozialistische Sowjetrepublik

Flagge der Baschkirischen ASSR (1956–1991)

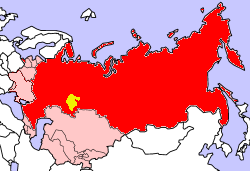
Baschkirische ASSR

Die Baschkirische Autonome Sozialistische Sowjetrepublik (russisch Башкирская Автономная Советская Социалистическая Республика; baschkirisch Башҡорт Автономиялы Совет Социалистик Республикаһы), kurz Baschkirische ASSR (russisch Башкирская АССР; baschkirisch Башҡорт АССР), war die erste ethnische autonome Sowjetrepublik in der Russischen Sozialistischen Föderativen Sowjetrepublik (RSFSR). Sie bestand vom 23. März 1919 bis zum Zerfall der Sowjetunion am 26. Dezember 1991. Titularnation waren die Baschkiren, eine vorwiegend muslimische turksprachige Ethnie. Nachfolgend wurde am 25. Februar 1992 die Republik Baschkortostan in den bisherigen geographischen Grenzen gegründet und ist seit 1993 eine Präsidialrepublik.

## Lage

Große Baschkirische ASSR in 1922

Die 142.947 km² große Baschkirische ASSR lag am äußersten Ostrand Europas, westlich des Uralgebirges, umfasste den südlichen Ural und sein westliches Vorland und entspricht dem Gebiet des heutigen Baschkortostan innerhalb Russlands. Auf dem Gebiet der Baschkirischen ASSR bestand bis 1919 das Gouvernement Ufa als Verwaltungseinheit im Russischen Reich.
Die Hauptstadt der ASSR war von 1920 bis 1922 Sterlitamak und von 1922 bis 1991 Ufa.

## Bevölkerung

Wappen der Baschkirischen ASSR

Die Einwohnerzahl der Republik lag 1989 bei 3.943.113 (entsprechend 28 Einwohnern pro km²). Die Baschkiren machten 1989 nur 21,9 % der Bevölkerung aus, 39,3 % waren Russen und 28,4 % waren Tataren.
Einwohnerentwicklung
| Jahr | Einwohner |  |
| 1926 | 2.665.836 |  |
| 1939 | 3.158.969 |  |
| 1959 | 3.341.609 |  |
| 1970 | 3.818.075 |  |
| 1979 | 3.844.280 |  |
| 1989 | 3.943.113 |  |

Anmerkung: Volkszählungsdaten

## Zweiter Weltkrieg
Während des Großen Vaterländischen Krieges wurden über 100 Fabriken, Dutzende Lazarette, mehrere industrielle Großbetriebe, viele Behörden, eine Reihe von wissenschaftlichen Instituten und 278.000 Menschen in die Baschkirische ASSR evakuiert. Wichtig für die Kriegsführung waren die Ölfelder, die in den 1920er Jahren in Baschkirien entdeckt wurden. So entstand die Stadt Ischimbai 1932 als Erdölarbeitersiedlung, nachdem dort das erste Erdöl Baschkiriens entdeckt worden war. 280 in Baschkirien geborenen Soldaten der Roten Armee wurde die höchste militärische Auszeichnung Held der Sowjetunion verliehen.
In Ufa bestand das Kriegsgefangenenlager 319 für deutsche Kriegsgefangene des Zweiten Weltkriegs.

## Wirtschaft

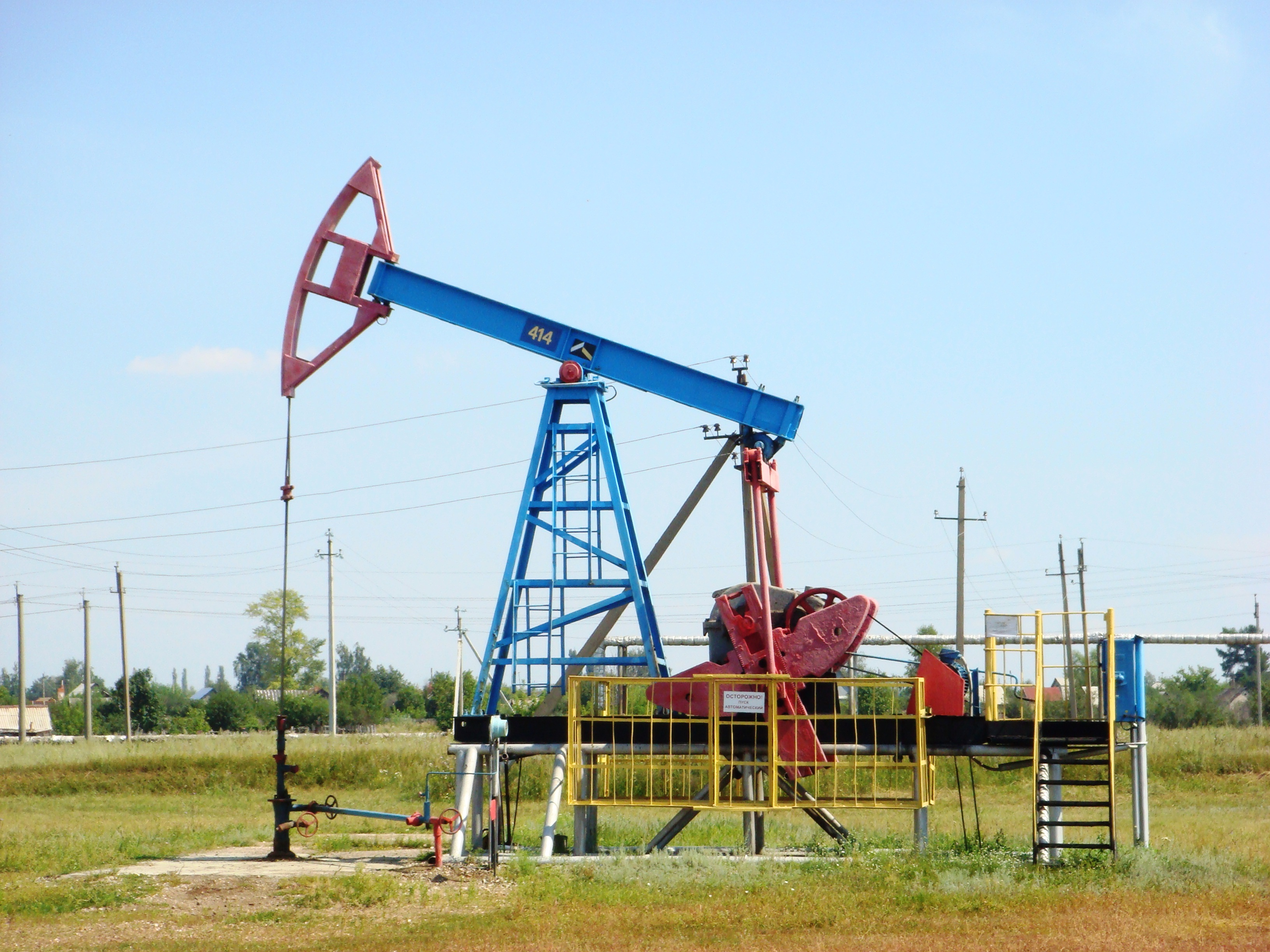
Ölförderung in Ischimbai

In der Nachkriegszeit spielte die Ausbeutung und Verarbeitung der Erdölvorkommen Baschkiriens die größte Rolle in der Wirtschaft. Die Baschkirische ASSR verfügte über reiche Erdöl- und Erdgasvorkommen, außerdem über Kupfer, Gold, Eisen, Mangan, Bauxit und Braunkohle. Wichtigste Industriestädte waren und sind Ufa, Sterlitamak, Salawat und Belorezk.

## Regierungschefs
- 1917–1919: Junus Julbarissowitsch Bikbow (1883–1942)
- 000001919: Mstislaw Alexandrowitsch Kulajew (1873–1958)
- 1919–1920: Gali Kamaletdinowitsch Schamigulow (1890–1959)
- 1921–1925: Mullajan Dawletschinowitsch Chalikow (1894–1937)
- 1925–1930: Aksan Baimursitsch Muchametkulow (1895–1938)
- 1930–1937: Sinatulla Gisatowitsch Bulaschew (1894–1938)
- 1937–1940: Fasyl Walijachmetowitsch Schagimardanow (1906–1968)
- 1940–1946: Sabir Achmedjanowitsch Wagapow (1904–1993)
- 1946–1951: Nassyr Rafikowitsch Urasbajew (1902–1981)
- 1951–1962: Walej Gabejewitsch Nabiullin (1914–1982)
- 1962–1986: Sekerija Scharafutdinowitsch Aknasarow (1924–2000)
- 1986–1992: Marat Parissowitsch Mirgasjamow (* 1942)

## Nach Auflösung der Sowjetunion

Baschkortostan nach 1991

Seit dem 11. Oktober 1991 wurde die Baschkirische ASSR als die souveräne Baschkirische Sozialistische Sowjetrepublik anerkannt.
Seit dem 25. Februar 1992 wird als die Republik Baschkortostan als Föderationssubjekt mit Hoheitsrechten Russlands bezeichnet, jedoch ist auch weiterhin die Bezeichnung Sowjetbaschkirien gebräuchlich.